# Gentiana spitiensis
Gentiana spitiensis är en gentianaväxtart som beskrevs av Nair. Gentiana spitiensis ingår i släktet gentianor, och familjen gentianaväxter. Inga underarter finns listade i Catalogue of Life.